# Sony Reader
Sony Reader — серия электронных устройств для чтения электронных книг. Sony Reader использовал дисплей из электронной бумаги, разработанный компанией E Ink Corporation. Разрешение дисплея составляло 170 dpi, текст на нём хорошо читался при прямом солнечном свете. Дисплей не требовал энергии для поддержания статичной картинки и мог использоваться в книжной или альбомной ориентации. Как и в случае с настоящей бумагой, текст на дисплее Sony Reader было трудно читать при слабом освещении. Все модели кроме PRS-700 не включали встроенную подсветку.
Первая модель — Sony Reader Portable Reader System 500 (PRS-500) — начала продаваться в США с сентября 2006 года, в Канаде — с апреля 2008 года. В Великобритании с 3 сентября 2008 года стала продаваться вторая модель — PRS-505. 2 октября 2008 года Sony анонсировала модель PRS-700.
В декабре 2008 года Sony впервые сообщила, что всего с начала продаж устройств в октябре 2006 было продано 300 000 единиц.
Правила цифровой защиты содержимого Sony Reader позволяют читать каждую приобретённую электронную книгу максимум на шести устройствах (хотя бы одним из которых должен быть ПК). Хотя нельзя поделиться своими купленными электронными книгами, можно зарегистрировать до пяти устройств и читать книги на всех. В настоящее время Sony не планирует вводить в США книги с ограниченным сроком использования.
Sony Reader конкурировал с другими устройствами на основе электронной бумаги — Amazon Kindle и Barnes & Noble Nook.
В сентябре 2010 года были представлены 3 электронных книги (PRS-950 Daily Edition, PRS-650 Touch Edition, PRS-350 Pocket Edition) на основе электронной бумаги E-Ink Pearl.
В августе 2011 года представлена электронная книга PRS-T1, которая заменила 3 модели предыдущего поколения.
С 1 апреля 2017 года Sony прекратил поддержку функции автоматического обновления программного обеспечения электронных книг.

## Sony Reader PRS-505
2 октября 2007 года Sony объявила о выходе PRS-505, обновленной версии Sony Reader. У PRS-505 такой же 6' дисплей как и у PRS-500, но использующий улучшенную версию электронных чернил E-Ink с уменьшенным временем обновления экрана, более ярким белым цветом и 8 градациями серого.
PRS-505 тоньше предшественника (8 мм против 13 мм) и поставляется с большим количеством внутренней памяти (256 Мб против 64 Мб, доступно для хранения книг 192 Мб).
Другие новшества включают автосинхронизацию с каталогом на ПК, поддержку USB Mass Storage Device, полную поддержку зарядки по USB (PRS-500 можно было заряжать через USB только если батарея была не до конца разряжена и если Sony Connect был установлен на этом ПК). Теперь добавить книги в «Коллекции» можно прямо на карте памяти в отличие от модели PRS-500.

### Версии прошивок
- Первые устройства имели прошивку версии 1.0.00.08130.
- В июле 2008 года Sony выпустила официальную утилиту для обновления прошивки PRS-505 до версии 1.1.00.18040. Новая прошивка добавила поддержку новых форматов книг и ускорила перерисовку экрана, для новой прошивки были переписаны драйверы экрана и контроллера карт памяти, вследствие чего экран стал слегка белее, а ридер стал существенно дольше работать с вставленной картой памяти, нежели ранее[5].

## Sony Reader PRS-700
2 октября 2008 года Sony анонсировала модель PRS-700. Продажи в США начались с ноября 2008 года, в настоящее время модель не производится.
Улучшения по сравнению с PRS-505:
- сенсорный экран;
- Светодиодная подсветка для чтения в условиях недостаточной освещённости;
- Внутренняя память удвоилась до 512 Мб;
- SD разъём теперь является SDHC разъёмом, позволяя пользоваться бо́льшими, более быстрыми SDHC картами.

## Технические характеристики

### Sony Reader PRS-300
- Размер: 158 x 107×9 мм
- Вес: 220 г
- Дисплей:
  - Размер: 5 дюймов по диагонали
  - Разрешение: 200 dpi, 8 уровней серого
- Память: 512 Мб внутренней памяти (из них доступно около 490 Мб)
- Литий-ионный аккумулятор, до 6800 «перелистываний» на одной зарядке.
- Интерфейс ПК: USB 2.0
- Доступные цвета корпуса:
  - тёмно-синий;
  - серебряный;
  - розовый.

### Sony Reader PRS-500
- Размеры: 175,6 x 123,6×13,8 мм
- Вес: 250 г
- Дисплей:
  - размер: 15,5 см по диагонали (приблизительно 1/4 площади листа формата А4)
  - разрешение: 170 dpi, 4 уровня серого
  - портретная: 90,6×122,4 мм или 600 x 800 точек. Из них собственно под текст используется 115,4×88,2 мм или 754 x 584 точек.
  - минимальный размер шрифта: читаемый — 6 пунктов, рекомендуемый — 7 пунктов.
- Память: 64 МБ внутренней памяти, Memory Stick (Pro Duo High Speed не поддерживается. Поддерживаются только модели обычных карт памяти до 4 ГБ, несмотря на заявления Sony о совместимости[6] или SD-карты до 2 ГБ (некоторые не-SDHC 4 ГБ карты могут работать)
- Литий-ионный аккумулятор, до 7500 «перелистываний» на одной зарядке.
- Интерфейс ПК: USB

### Sony Reader PRS-505
- Размер: 175 x 122×8 мм
- Вес: 250 г
- Дисплей:

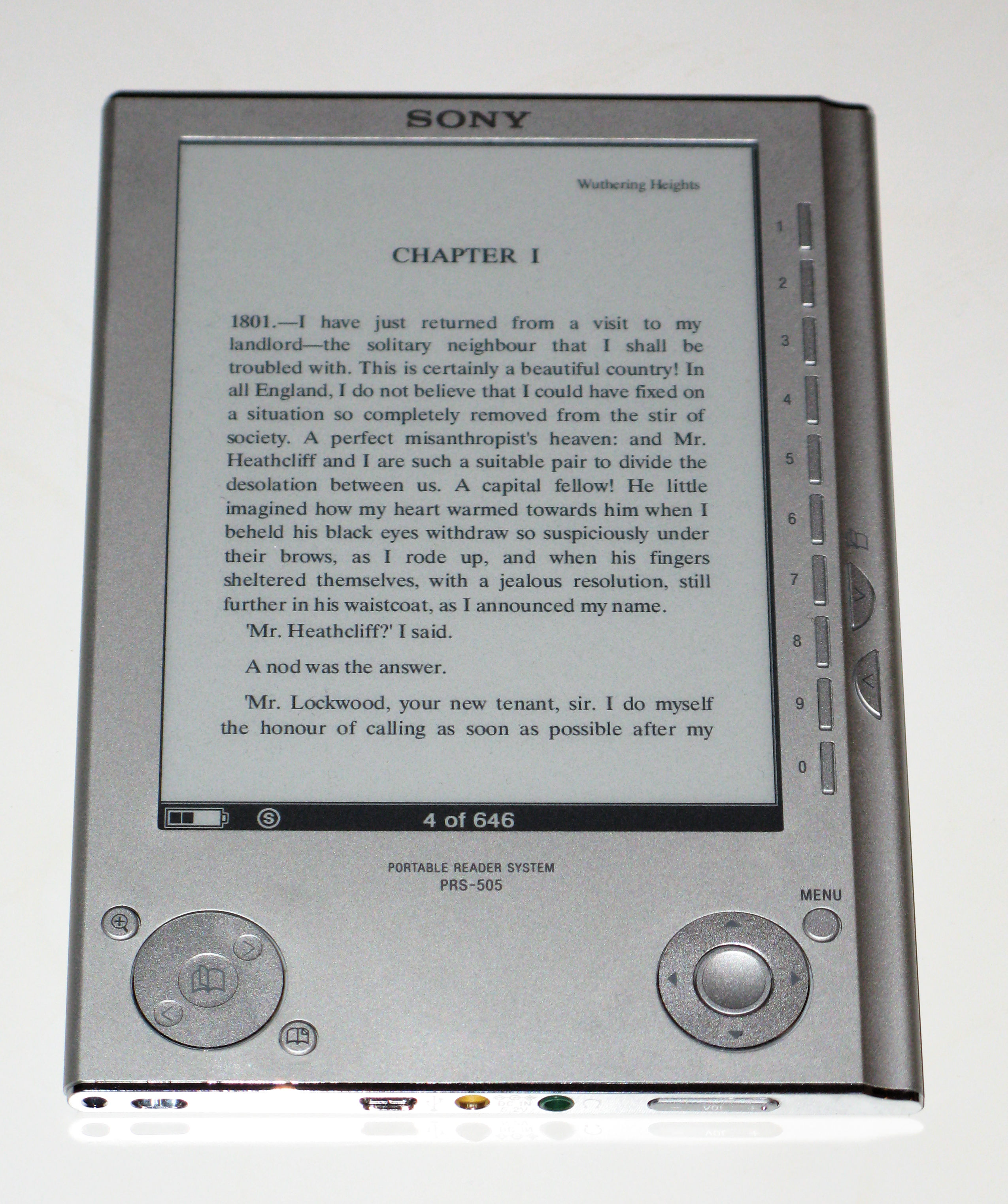
Sony Reader PRS-505

  - Размер: 15,5 см по диагонали (приблизительно 1/4 площади листа формата А4)
  - Разрешение: 170 dpi, 8 уровней серого
  - Портретная ориентация: 90,6×122,4 мм, 600 x 800 пикселей | Из них собственно под текст используется 88,2×115,4 мм, 584 x 754 пикселей
  - минимальный размер шрифта: читаемый — 6 пунктов, рекомендуемый — 7 пунктов.
- Память: 256 Мб внутренней памяти (из них доступно 192 Мб), Sony Memory Stick Pro Duo 8 ГБ, возможность увеличения памяти до 16 ГБ с помощью SD карты.
- Литий-ионный аккумулятор, до 7500 «перелистываний» на одной зарядке.
- Интерфейс ПК: USB 2.0
- Доступные цвета корпуса:
  - PRS-505/LC: тёмно-синий;
  - PRS-505/SC: серебряный;
  - PRS-505SC/JP: особый;
  - PRS-505/RC: красный.
- Встроенный mp3-плейер (который использует ту же память, что и книги).

PRS-505 использует совмещенный принцип интерфейса: это значит, что назначение клавиш меняется в зависимости от подписей, которые расположены рядом с ними на экране. У других читалок клавиши расположены менее удачным образом.

### Sony Reader PRS-700

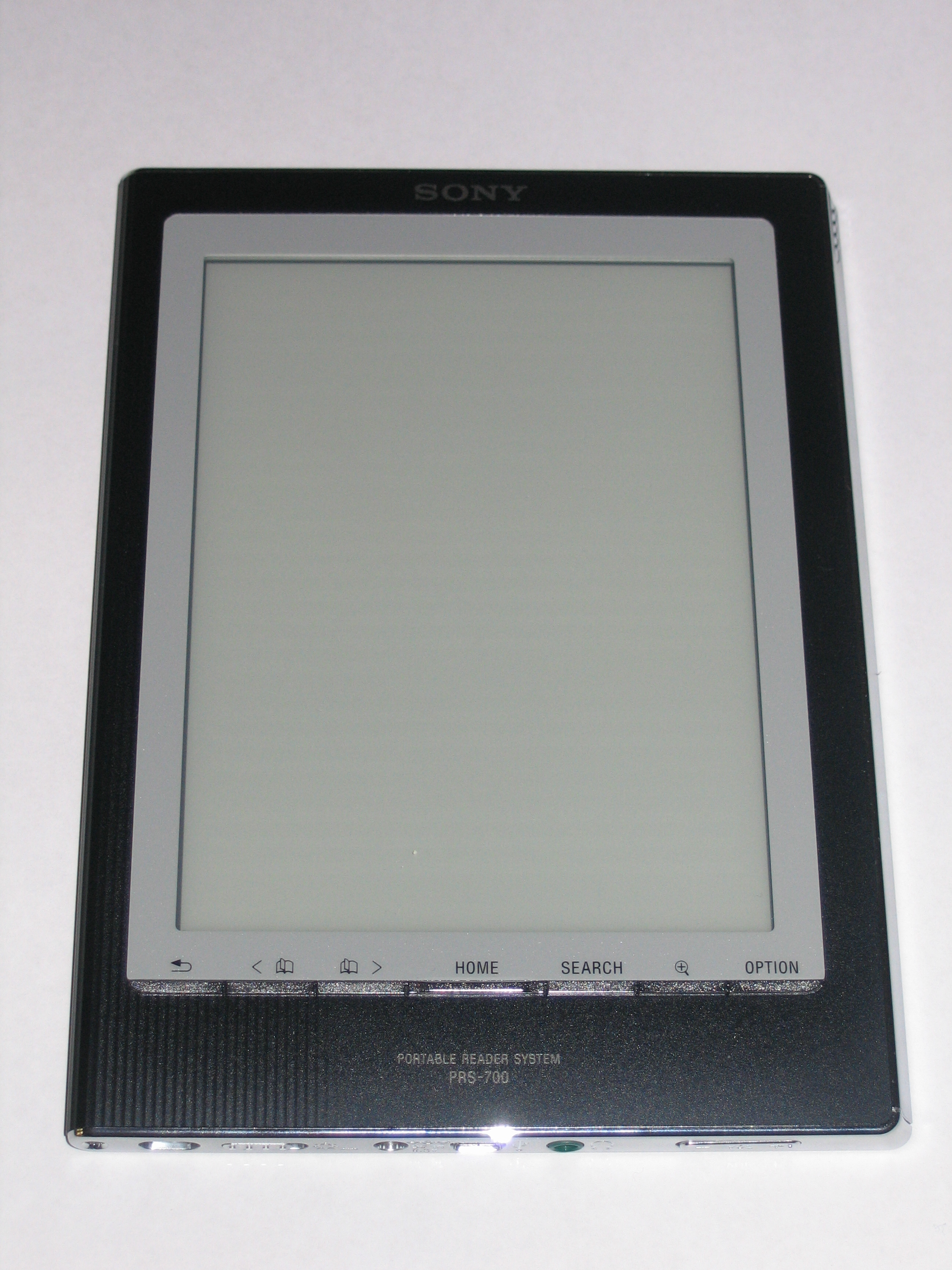
Sony Reader PRS-700

- Размер: примерно 127,6 x 174,3×9,7 мм
- Вес: 283,5 г
- Дисплей:
  - Размер: 15,5 см по диагонали (приблизительно 1/4 площади листа формата А4)
  - Разрешение: 170 dpi, 8 уровней серого
  - сенсорный экран
- Память: 512 МБ внутренней памяти (420 Мб доступно), Sony Memory Stick Pro Duo 8 ГБ, расширяется до 32 ГБ с помощью карты SDHC.
- Литий-ионный аккумулятор, до 7500 «перелистываний» на одной зарядке.
- Интерфейс ПК: USB 2.0
- Встроенная светодиодная подсветка (слегка снижает контрастность по сравнению с PRS-505).

### Sony Reader PRS-950 (Daily Edition)
- Размер: 199,9 x 128×9,6 мм
- Вес: 272 г
- Дисплей: 7″ E-Ink Pearl, 600х1024, сенсорный, 16 градаций серого, контраст 10:1
- Беспроводные сети: Wi-Fi, 3G(В России не работает)
- Аудио: разъём 3,5 мм
- Форматы: ePub, BBeB Book, Text, RTF, JPEG, PNG, GIF, BMP, MP3, AAC, PDF
- Аккумулятор — 940 мА·ч

Это устройство является развитием Sony Reader PRS-900. В нём установлен сенсорный e-ink экран второго поколения. Сенсорная функция реализована с помощью сетки инфракрасных лучей. Это позволило сохранить высокую контрастность экрана (по сравнению с предыдущими сенсорными моделями).
В Sony Reader PRS-950 встроены электронные версии словарей (в основном англоязычных, таких как New Oxford American Dictionary, Oxford Dictionary of English, Collins English-German Dictionary и др.

### Sony Reader PRS-T1
- Размер: 173 x 110 x 8,9 мм
- Вес: 168 г

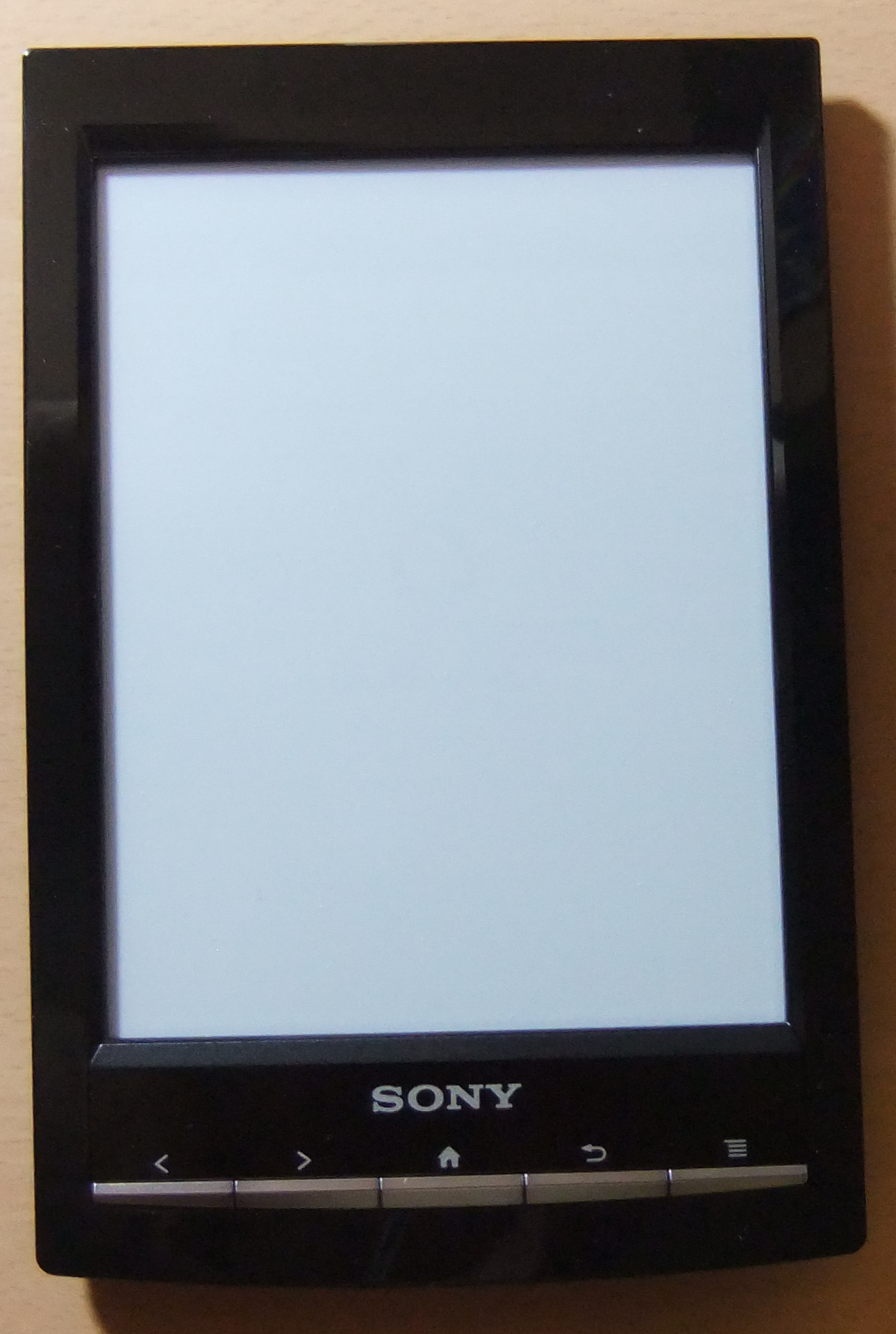
Sony PRS-T1

- Экран: 6" E-Ink Pearl, 600х800, сенсорный, 16 градаций серого.
- Память: 2 ГБ внутренней памяти (доступно 1,4 ГБ), слот microSD (до 32 ГБ).
- Литий-ионный аккумулятор
- Интерфейс ПК: USB
- Поддержка форматов: EPUB, PDF, TXT.
- Поддержка аудиоформатов: MP3, AAC.
- Беспроводные сети: Wi-Fi, имеется браузер.
- Цвета корпуса: черный, белый и красный.

### Sony Reader PRS-T2
- Размер: 173 x 110 x 9,1 мм
- Вес: 164 г

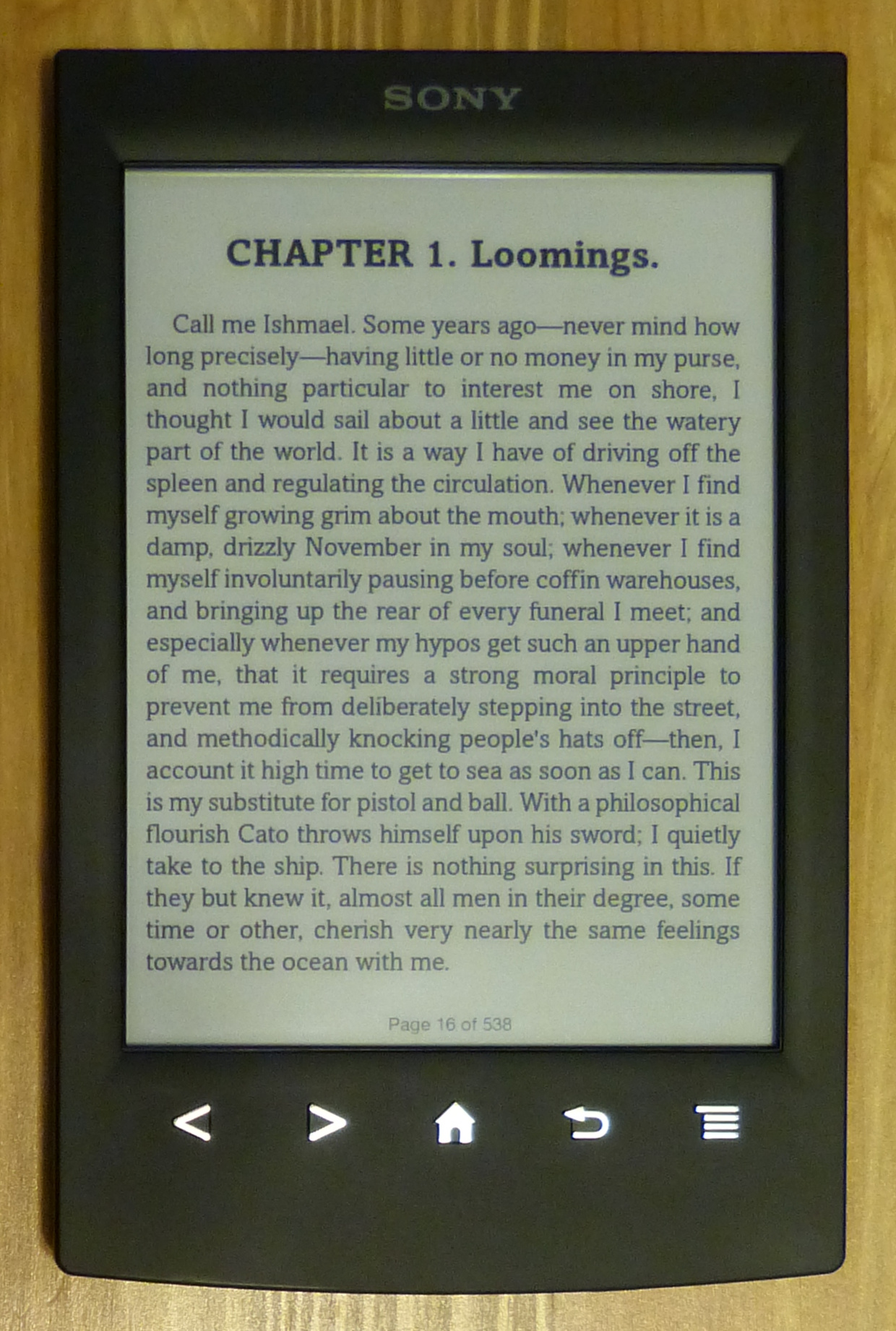
PRS-T2

- Экран: 6" E-Ink Pearl, 600х800, сенсорный, 16 градаций серого.
- Память: 2 ГБ внутренней памяти (доступно 1,4 ГБ), слот microSD (до 32 ГБ).
- Литий-ионный аккумулятор
- Интерфейс ПК: USB
- Поддержка форматов: EPUB, PDF, TXT.
- Поддержка аудиоформатов: MP3, AAC.
- Цвета корпуса: черный матовый, блестящий белый и блестящий красный.

### Sony Reader PRS-T3
- Размер: 173 x 110 x 11,3 мм
- Вес: 200 г (с обложкой)

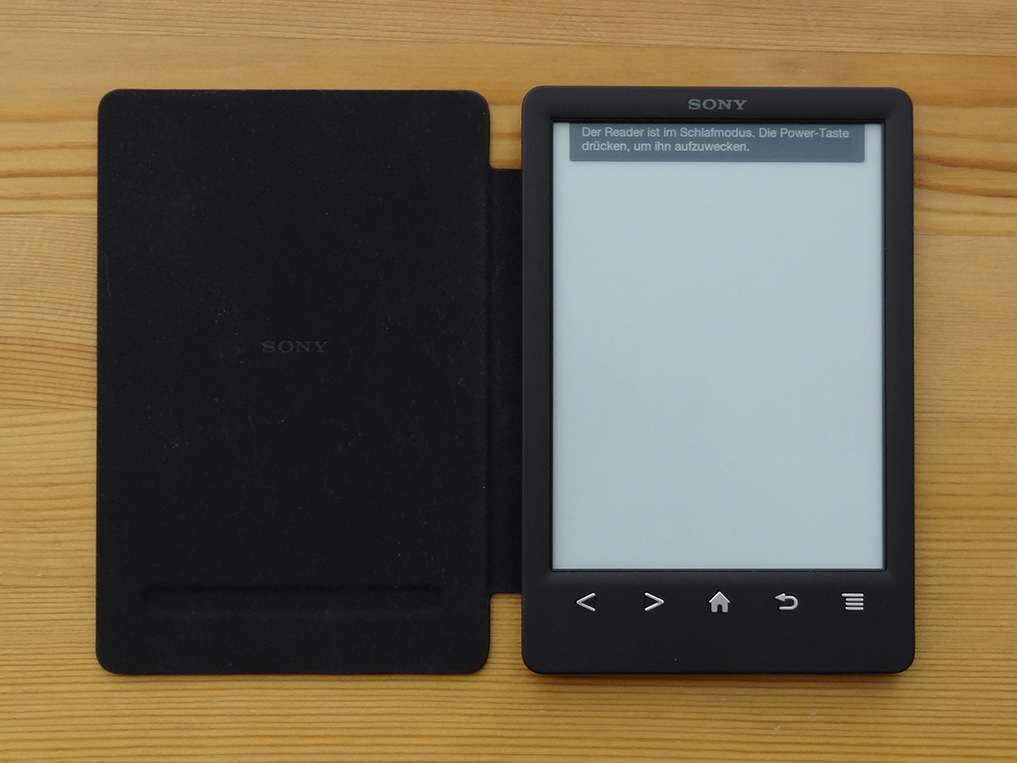
Sony PRS-T3 со стандартной обложкой

- Экран: 6" E-Ink Pearl HD, 1024х768, сенсорный, 16 градаций серого.
- Память: 2 ГБ внутренней памяти (доступно 1,3 ГБ), слот microSD (до 32 ГБ).
- Литий-ионный аккумулятор
- Интерфейс ПК: USB
- Поддержка форматов: EPUB, PDF, FB2, TXT.
- Поддержка изображений: BMP, GIF, JPEG, PNG.
- Беспроводные сети: Wi-Fi, имеется браузер.
- Цвета корпуса: черный матовый, блестящий белый и блестящий красный.

## Поддерживаемые форматы
Тексты без защиты авторских прав: BBeB Book (LRF), PDF, TXT, RTF, ePub.
Тексты с защитой авторских прав: BBeb Secure Book (LRX), Secure PDF и ePub.
Аудиофайлы без защиты авторских прав: MP3 и AAC.
Изображения: JPEG, GIF, PNG и BMP.

## Дополнительное программное обеспечение
В поставку Sony Reader входила программа Sony Connect (или eSony Library). Она была похожа по функциям на iTunes, требовала Windows XP или выше, 800МГц процессор, 128 Мб RAM и 20 Мб свободного места на диске. Sony Connect не работала на 64-битной версии Windows Vista; также была выпущена версия программы для Mac OS X.
Sony Connect официально не поддерживала Linux, хотя когда устройство подсоединялось, оно давало доступ к своей внутренней флеш-памяти в виде устройства USB Mass Storage (только для PRS-505 и PRS-700), позволяя пользователю напрямую копировать файлы.

## Стороннее программное обеспечение
Для Sony Reader существуют несколько программ от сторонних разработчиков. Например, PRS Browser для Mac OS X компании Docudesk позволяет пользователям Macintosh управлять содержимым Sony Reader. Пользователи могут также использовать бесплатную библиотеку и утилиту calibre (ранее известную как libprs500), написанную Ковидом Гоял для коммуникации с Reader и управления своей цифровой библиотекой. У этой утилиты есть графический и интерфейс командной строки, и она доступна для Windows, Mac OS X и Linux.

### PRS+
Проект PRS+ расширяет возможности Sony PRS 505, PRS 300, PRS 600, PRS 350, PRS 650 добавляя возможность использования вложенных папок, словаря, изменения настроек (включая привязки клавиш), имеет встроенный конвертер текстов из формата FB2 в формат EPUB и интегрирует несколько игр и полную локализацию (поддерживаемые языки: каталанский, немецкий, чешский, английский, французский, грузинский, русский, испанский, китайский в упрощенной графике (简体中文)).

## Операционная система
Sony утверждает, что Reader использует MontaVista Linux Professional Edition в качестве внутренней операционной системы.

## Русификация
Sony Reader PRS-T1 официально поставляется в Россию с середины декабря 2011 года, поддержка формата FB2 и русификация доступны в специальном обновлении, гарантия в России доступна только для официальных устройств и осуществляется по серийным номерам. Также доступны альтернативные версии прошивок, которые позволяют полностью русифицировать не официальные устройства. Самостоятельная русификация не связана с риском сломать устройство физически, однако в связи с отсутствием в свободном доступе прошивки для Sony PRS 700, в случае неправильной прошивки, восстановить работоспособность последней можно только при наличии специальных знаний.